# Domagoj Duvnjak
Domagoj Duvnjak (ur. 1 lipca 1988 w Đakovie) – chorwacki piłkarz ręczny, reprezentant kraju, występuje na pozycji rozgrywającego. Obecnie występuje w Bundeslidze, w drużynie THW Kiel. Brązowy medalista olimpijski 2012.

## Kariera
Karierę sportową rozpoczynał, w wieku 14 lat, w rodzinnym mieście Đakovo, w klubie RK Đakovo. Wraz z reprezentacją Chorwacji kadetów wywalczył, w 2006 roku, złoty medal mistrzostw Europy rozgrywanych w Estonii. Dzięki dobrej grze, od sezonu 2006/2007 zaczął występować w chorwackim RK Croatia Osiguranje Zagrzeb. W reprezentacji seniorów zadebiutował w 2008 roku. W 2008 roku wystąpił również na Igrzyskach Olimpijskich w Pekinie, Chorwaci zajęli 4. miejsce. W tym samym roku zdobył wicemistrzostwo Europy w Norwegii.
W 2009 roku wywalczył srebrny medal mistrzostw Świata rozgrywanych w Chorwacji. W finale Chorwaci przegrali 24:19 z ekipa Francji. W sezonie 2008/2009 "Dule" zdobył mistrzostwo oraz puchar Chorwacji.
Od sezonu 2009/2010 występuje w Bundeslidze, w drużynie HSV Hamburg.
Dwukrotny wicemistrz Europy z 2008 r. w Norwegii i z 2010 r. z Austrii. Podczas ME w 2010 r. Chorwaci zostali pokonani w wielkim finale przez Francję 25:21.
W 2010 r. zdobył z Hamburgiem puchar Niemiec, a także wicemistrzostwo Niemiec.
Sezon 2010/11 rozpoczął od zwycięstwa w meczu o Superpuchar Niemiec, pomiędzy Hamburgiem a THW Kiel.
W 2012 razem z reprezentacją Chorwacji sięgnął po brązowy medal Igrzysk Olimpijskich w Londynie. Rok później (w 2013) zdobył brązowy medal
Zdobył również mistrzostwo Niemiec i brązowy medal Ligi Mistrzów. Sezon 2011/12 nie należał do udanych dla HSV Hamburg. W sezonie 2012/13 zwyciężył w prestiżowych rozgrywkach Ligi Mistrzów. Na zakończenie sezonu 2012/13 został wybrany MVP w Bundeslidze w corocznym głosowaniu trenerów i menadżerów.
W czerwcu 2013 podpisał kontrakt z drużyną THW Kiel, który obowiązuje od sezonu 2014/15.
Został wybrany najlepszy piłkarze ręcznym na Świecie w 2013 r. według plebiscytu przeprowadzonego przez IHF, a także znalazł się w Siódemce gwiazd.
Podczas Mistrzostw Europy 2014 rozegranych w Danii został najlepszym środkowym rozgrywającym turnieju, a reprezentacja Chorwacji czwartą drużyną Europy.

## Życie prywatne
Obecnie jest w związku z Luciją Žulj, którą poznał jeszcze w szkole w Zagrzebiu.

## Osiągnięcia

### klubowe
Mistrzostwa Chorwacji:
- 2007, 2008, 2009:  (3x)

Puchar Chorwacji:
- 2007, 2008, 2009:  (3x)

Superpuchar Niemiec:
- 2010, 2014, 2020, 2021:  (4x')

Puchar Niemiec:
- 2010, 2017, 2020:  (3x)

Mistrzostwa Niemiec:
- 2011, 2019/2020, 2020/2021:  (3x)
- 2010, 2013/2014, 2014/2015, 2018/2019:  (4x)
- 2012/2013, 2015/2016, 2016/2017  (3x)

Liga Mistrzów:
- 2013, 2020:  (2x)
- 2011, 2022:  (2x)

Puchar EHF:
- 2018/2019

Puchar IHF:
- 2019

### reprezentacyjne
Mistrzostwa Europy:
- 2006:  (Estonia – rozgrywki kadetów)
- 2008:  (Norwegia)
- 2010:  (Austria)
- 2012:  (Serbia)

Mistrzostwa Świata:
- 2009:  (Chorwacja)
- 2013:  (Hiszpania)

Igrzyska Olimpijskie:
- 2012:  (Londyn)

## Nagrody indywidualne
- MVP sezonu 2012/13 w Bundeslidze
- Najlepszy środkowy rozgrywający Mistrzostw Europy w 2014

## Wyróżnienia
- najlepszy piłkarz ręczny 2011 r. w Chorwacji
- Najlepszy piłkarz ręczny na Świecie w 2013 r.